# Лев, Якуб
Якуб Лев (чеш. Jakub Lev; 6 декабря 1990, Пльзень, Чехия) — чешский хоккеист, нападающий. Чемпион Чехии 2013 года. Сейчас играет в команде чешской Экстралиги «Градец-Кралове».

## Карьера
Якуб Лев является воспитанником пльзеньского хоккея. Дебютировал в Экстралиге за «Пльзень» в сезоне 2008/09. В 2013 году помог родному клубу выиграть чешский чемпионат впервые в своей истории. В 2017 году перешёл в клуб «Витковице». Через 2 года подписал контракт с «Кометой». В конце 2019 года Лев был обменян в клуб «Градец-Кралове», за который выступает в настоящее время.
В 2014 году дебютировал в сборной Чехии.

## Достижения
Чемпион Чехии 2013
 Финалист Лиги Чемпионов 2020
 Бронзовый призёр чемпионата Чехии 2016

## Статистика
Обновлено на конец сезона 2020/2021
- Чешская экстралига — 593 игры, 262 очка (126 шайб + 136 передач)
- Чешская первая лига — 64 игры, 41 очко (17+24)
- Чешская вторая лига — 9 игр, 3 очка (1+2)
- Европейский трофей — 19 игр, 3 очка (3+0)
- Лига чемпионов — 9 игр, 4 очка (4+0)
- Сборная Чехии — 13 игр, 4 очка (3+1)
- Всего за карьеру — 707 игр, 317 очков (154+163)